# Słupia Nowa (gromada)
Słupia Nowa (pod koniec Nowa Słupia) – dawna gromada, czyli najmniejsza jednostka podziału terytorialnego Polskiej Rzeczypospolitej Ludowej w latach 1954–1972.
Gromady, z gromadzkimi radami narodowymi (GRN) jako organami władzy najniższego stopnia na wsi, funkcjonowały od reformy reorganizującej administrację wiejską przeprowadzonej jesienią 1954 do momentu ich zniesienia z dniem 1 stycznia 1973, tym samym wypierając organizację gminną w latach 1954–1972.
Gromadę Słupia Nowa z siedzibą GRN w Słupi Nowej (wówczas wsi; w obecnym brzmieniu Nowa Słupia) utworzono – jako jedną z 8759 gromad na obszarze Polski – w powiecie kieleckim w woj. kieleckim, na mocy uchwały nr 13c/54 WRN w Kielcach z dnia 29 września 1954. W skład jednostki weszły obszary dotychczasowych gromad Słupia Nowa, Trzcianka, Wólka Milanowska, Baszowice, Hucisko i Mirocice ze zniesionej gminy Słupia Nowa w tymże powiecie oraz lasy Świętokrzyskiego Parku Narodowego, oddziały Nr Nr 75–84, 112-120, 196–210 i B1–B2. Dla gromady ustalono 27 członków gromadzkiej rady narodowej.
1 stycznia 1969 do gromady Nowa Słupia przyłączono wsie Dębno i Jeziorko ze zniesionej gromady Dębno oraz wieś Bartoszowiny ze zniesionej gromady Nowa Huta.
Gromada przetrwała do końca 1972 roku, czyli do kolejnej reformy gminnej. 1 stycznia 1973 reaktywowano gminę Nowa Słupia (do 1954 o nazwie urzędowej gmina Słupia Nowa).